# Gilles Tréhin
Gilles Tréhin est un artiste, auteur et autiste savant français né le 10 janvier 1972. Il est connu pour avoir développé le concept d'une ville imaginaire : Urville.

## Biographie
Gilles Tréhin, né en 1972, est autiste. Ses facultés sociales et cognitives se sont développées de façon atypique,. Il n'a pas parlé avant l'âge de trois ans, et son premier mot fut « avion ».
À cinq ans, il découvre les nombres premiers et à cinq ans et demi commence à dessiner. À six ans les médecins découvrent qu'il est doué de l'oreille absolue et qu'il est capable de résoudre des tâches informatiques complexes. À huit ans, il est classé comme autiste Asperger par les médecins. Il est également polyglotte.
Si dans son imagination Gilles Tréhin vit avec sa compagne, Catherine Mouet, dans la ville imaginaire d'Urville, le couple vit en réalité à Cagnes-sur-Mer.
Gilles Tréhin a dessiné de nombreux plans de la ville et ses bâtiments. En 2006, il a également écrit un livre présentant Urville. Il travaille plusieurs heures par jour sur ce projet.

## Urville
Depuis 1984, Gilles Tréhin travaille sur la conception d'une ville imaginaire Urville. Il l'a nommée en référence à la base antarctique Dumont-d'Urville.
Il a développé tout un monde imaginaire, mais connecté au réel, pour situer l'environnement d'Urville. Ainsi, la ville est située géographiquement en Méditerranée, sur une île au large de Cagnes-sur-mer. Elle a également une démographie et comptait en 2006 près de 12 millions d'habitants.
Il a également dessiné de nombreux plans de l'urbanisme de la ville ainsi que de l'architecture des bâtiments. La disposition des bâtiments est souvent symétrique et précise. Urville dispose de gratte-ciels et de quartiers avec des maisons individuelles et des rues commerçantes dans des styles XIXe siècle et début du XXe siècle.
Il existe également une histoire associée à Urville, liée à l'histoire locale, ainsi qu'une économie avec ses secteurs en évolution et mutation. Tréhin a enfin doté Urville d'un système et de personnalités politiques.

## Publications
- Gilles Tréhin (ill. Gilles Tréhin), Urville Entre émotion et fascination, cité imaginaire ou rêve visionnaire, Carnot Eds, 2006, 189 p. (ISBN 978-2-84855-053-4, lire en ligne)
- (en) Uta Frith et Gilles Tréhin, Urville, Londres, Jessica Kingsley Publishers, 2006 (ISBN 1-84310-419-9)